# Champeaux-et-la-Chapelle-Pommier
Champeaux-et-la-Chapelle-Pommier korábbi község Franciaországban, Dordogne megyében. Lakosainak száma 170 fő (2018. január 1.). Champeaux-et-la-Chapelle-Pommier Vieux-Mareuil és Saint-Sulpice-de-Mareuil községekkel határos.
2017. január 1-jén nyolc másik korábbi községgel egyesült és az így létrejött Mareuil en Périgord új község része lett.

## Népesség
A település népességének változása:
| Lakosok száma | 240  | 224  | 184  | 200  | 173  | 154  | 148  | 156  | 170  | 170  |
|               | 1968 | 1975 | 1982 | 1990 | 1999 | 2011 | 2013 | 2015 | 2017 | 2018 |